# Festivalbar 1971
L'ottavo Festivalbar si svolse nel 1971 ad Asiago (Vicenza). Venne condotto dal patron del Festivalbar Vittorio Salvetti.
Il vincitore dell'edizione fu Demis Roussos con We Shall Dance.

## Cantanti partecipanti
- Demis - We Shall Dance (vincitore)
- Iva Zanicchi - La riva bianca, la riva nera
- Pooh - Tanta voglia di lei
- Ocean - Put Your Hand in the Hand
- Orietta Berti - Via dei ciclamini
- I Dik Dik - Vendo casa
- Mungo Jerry - Baby jump
- Mino Reitano - Era il tempo delle more
- Alberto Anelli - Mezzanotte
- I Nuovi Angeli - Donna Felicità
- Peppino Gagliardi - Sempre...Sempre
- Creedence Clearwater Revival - Molina
- The Rolling Stones - Brown Sugar
- Fausto Leali - America
- Ombretta Colli - Lu primmo ammore
- Waldo de los Rios - Sinfonia n. 40 di Mozart
- New Trolls - Concerto Grosso per i New Trolls
- Pascal - All'ombra
- Santana - Oye como va
- Lally Stott - Jakaranda
- Lucio Battisti - Pensieri e parole (ospite fuori concorso)

## Altri premi
- Premio canzone: Santana con Oye como va
- Premio canzone: Pooh con Tanta voglia di lei

## Direzione artistica
Vittorio Salvetti

## Organizzazione
RAI